# آیرین گست
آیرین گست (به انگلیسی: Irene Guest) (زادهٔ ۲۲ ژوئیهٔ ۱۹۰۰) شناگر اهل ایالات متحده آمریکا است.